# بنیاد گنوم
بنیاد گنوم یک بنیاد غیر مالی در کمبریج (ماساچوست) است که وظیفهٔ هماهنگی بین پروژه‌های گنوم را بر عهده دارد.

## مدیریت
از ژوئیه سال ۲۰۰۸، استورمی پترز (به انگلیسی: Stormy Peters) مدیر عام بنیاد گنوم است. مدیر عامل بنیاد توسط انجمن مدیران انتخاب می‌شود.